# Marek Dziedzic
Marek Dziedzic (ur. 7 stycznia 1984 we Wrocławiu) – polski producent muzyczny, aranżer i kompozytor. Współpracował m.in. z takimi artystami jak Mela Koteluk, Sorry Boys, Sanah, Michał Szpak, Ballady i Romanse, Kasia Kowalska, Marta Bijan, Artur Rojek, Ptakova, Natasza Urbańska, Natalia Lesz, Tektonika, Janek Traczyk. Występował na takich scenach jak Opener Festival, Off Festival, Muzyczne Studio Polskiego Radia im. Agnieszki Osieckiej. Sześciokrotnie nominowany do Nagroda Muzyczna „Fryderyk”, w 2019 roku laureat za płytę Migawka (album Meli Koteluk).
Marek tworzy również muzykę reklamową; komponuje utwory do filmów, seriali i programów telewizyjnych, słuchowisk radiowych dla Polskie Radio; współpracował z Scena na Woli im. Tadeusza Łomnickiego; miksuje piosenki.

## Dyskografia

### Producent muzyczny i kompozytor
- 2012: Ballady i Romanse – Zapomnij
- 2013: Sorry Boys – Vulcano (album)
- 2014: Mela Koteluk – Migracje (album)
- 2016: Sorry Boys – Roma (album)
- 2018: Mela Koteluk – Migawka (album Meli Koteluk)
- 2018: Kasia Kowalska – AYA (album)
- 2019: Sorry Boys – Miłość (album Sorry Boys)
- 2020: Ptakova – Suma wszystkich dźwięków[6]
- 2020: Janek Traczyk – Nadal jestem[7][8]
- 2022: Sanah – Uczta (utwór: Tęsknię sobie)[9]
- 2022: Sanah – Sanah śpiewa Poezyje (utwory: Rozwijając Rilkego, Nic dwa razy)[10]
- 2022: Sorry Boys – Renesans[11]
- 2024: Sanah - Kaprysy (utwór:Do kiedy jestem)[12]
- 2025: Mela Koteluk - Harmonia[13]
- 2025: Sanah - Dwoje ludzieńków (utwory:Był bal i Oczyszczenie)[14]

## Filmografia
- 2011: Trzy siostry T
- 2014: Hardkor Disko
- 2018: Za marzenia
- 2018: Ślepnąc od świateł (serial telewizyjny)
- 2019: Motyw (polski serial telewizyjny) – utwór „Przerwij sen” z Kasia Kowalska

## Nagrody i wyróżnienia
| Rok  | Kategoria                      | Tytułem                                    | Nagroda             | Nota      | Źródło              |
| ---- | ------------------------------ | ------------------------------------------ | ------------------- | --------- | ------------------- |
| 2011 | Muzyka popularna               | Ballady i Romanse                          | Paszport „Polityki” | Nominacja | Paszport „Polityki” |
| 2015 | Album roku pop                 | Mela Koteluk – Migracje (album)            | Fryderyki 2015      | Nominacja | [ 15 ]              |
| 2017 | Album roku muzyka alternatywna | Sorry Boys – Roma (album)                  | Fryderyki 2017      | Nominacja | [ 16 ]              |
| 2019 | Album roku pop alternatywny    | Migawka (album Meli Koteluk)               | Fryderyki 2019      | Laur      | [ 17 ]              |
| 2019 | Album roku pop                 | Kasia Kowalska – AYA (album)               | Fryderyki 2019      | Nominacja | [ 17 ]              |
| 2021 | Fonograficzny debiut roku      | Ptakova – Suma wszystkich dźwięków (album) | Fryderyki 2021      | Nominacja | [ 18 ]              |
| 2025 | Singiel roku pop alternatywny  | Mela Koteluk – Himalaje                    | Fryderyki 2025      | Nominacja | [ 19 ]              |